# Obrh pri Dragatušu
Obrh pri Dragatušu – wieś w Słowenii, w gminie Črnomelj. W 2018 roku liczyła 98 mieszkańców.